# Río Oich

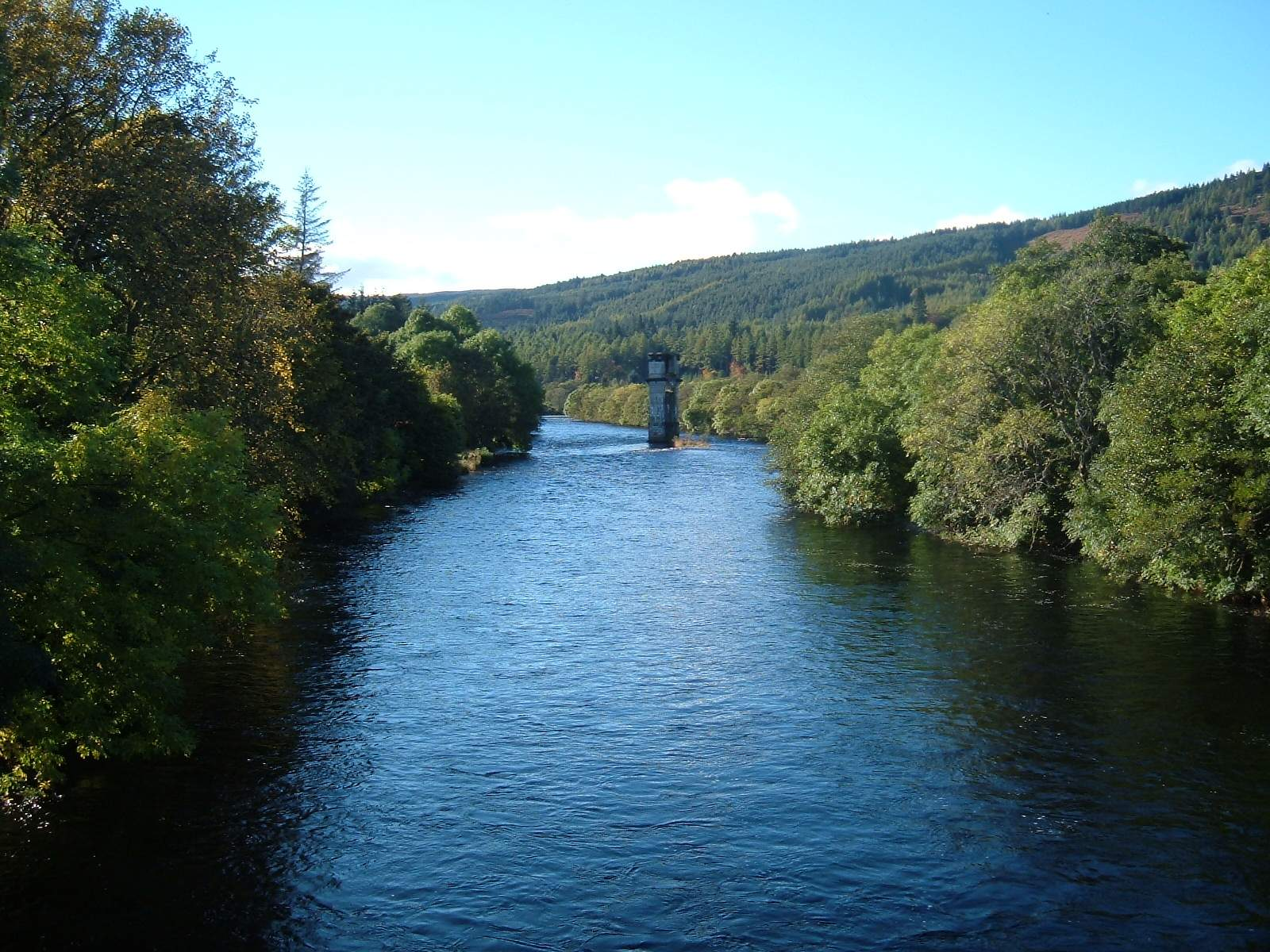
Río Oich en Fort Augustus.

El río Oich es un río corto que fluye a través de Great Glen (la gran cañada) en Escocia. Lleva agua del Lago Oich (al SO) al Lago Ness (al NE) y corre de forma paralela a la sección del Canal de Caledonia en sus 9 km de longitud. La ruta Great Glen Way está entre los dos cursos de agua. El mayor afluente del río es Invigar Burn. El único poblado significativo en el río es Fort Augustus en el extremo NE.